# Floreal Andrade
Floreal Andrade Silva (São Paulo, 28 de fevereiro de 1959) é um cartunista e quadrinista brasileiro. Floreal começou sua carreira como chargista na Folha de S.Paulo após vencer um concurso promovido em 1989 pelo jornal para novos cartunistas. Colaborou ainda com as revistas Animal e Chiclete com Banana, além de ilustrar livros de literatura, didáticos e paradidáticos. Foi colunista do site Impulso HQ, publicando matérias e resenhas.

## Biografia
Em 1987, publicou o gibi Mofo, pela editora PRO-C de Marcatti, em parceria com João Andrade. De 2007 a 2016, foi colaboradora do jornal GrapHiQ, onde publicava a HQ "Subúrbio", que ganhou duas publicações impressas em 2015 pela PB Editorial. Em 2018, Floreal ganhou o Prêmio Angelo Agostini na categoria "Mestre do Quadrinho Nacional", que homenageia artistas que tenham se dedicado aos quadrinhos há pelo menos 25 anos. Em 2019, Floreal criou o personagem Capitão Bosta, sátira ao presidente Jair Bolsonaro e que é utilizado pelo autor em cartuns de crítica política. No mesmo ano, Floreal lançou o fanzine Os Grandes feitos do Capitão Bosta, pela PB Editorial, que trouxe uma coletânea de todos os cartuns do personagem.